# Louis Tomlinson
Louis William Tomlinson, nato Louis Troy Austin (Doncaster, 24 dicembre 1991), è un cantautore britannico, noto per essere un membro della boyband britannica One Direction.

## Biografia
Louis nasce il 24 dicembre 1991 a Doncaster, South Yorkshire, da Johannah Poulston (morta di leucemia il 7 dicembre 2016 all'età di 43 anni) e Troy Austin, ha poi preso il cognome del patrigno Mark Tomlinson, che lo ha cresciuto. Ha vissuto dai 4 ai 6 anni nella città costiera di Poole, nel Dorset, per poi tornare nella sua città natale.
Ha una sorella minore dal lato paterno, Georgia Austin, mentre dal lato materno cinque sorelle ed un fratello minori: Charlotte, Félicité (deceduta per overdose il 13 marzo 2019 all'età di 18 anni), le gemelle Daisy e Phoebe Tomlinson ed i gemelli Doris ed Ernest Deakin, nati dall'ultima relazione della madre. Nel 2011 la madre ha divorziato dal patrigno e dal 2012 al 2016 ha avuto un nuovo compagno, Daniel Deakin, sposato nel 2014.
Louis Tomlinson è stato studente alla Hayfield School ed alla Hall Cross School dove però non superò gli A Levels. Durante l'adolescenza ha lavorato in un cinema e come cameriere nelle suite dello stadio di Doncaster. Alla Hall Cross School è apparso in diversi produzioni teatrali musicali, dopo aver preso il ruolo principale di Danny Zuko nella produzione musicale di  Grease, che l'ha poi motivato ad andare a The X Factor.

### Attore eThe X Factor
Louis Tomlinson ha recitato un cameo nel film Fat Friends per poi frequentare una scuola di recitazione a Barnsley. Egli ha avuto inoltre piccole parti nel film If I Had You e nella serie televisiva della BBC Waterloo Road. Durante i suoi anni da studente alla Hall Cross School è apparso in diverse produzioni musicali. Louis fece l’audizione per la settima edizione di X Factor nel 2010 .

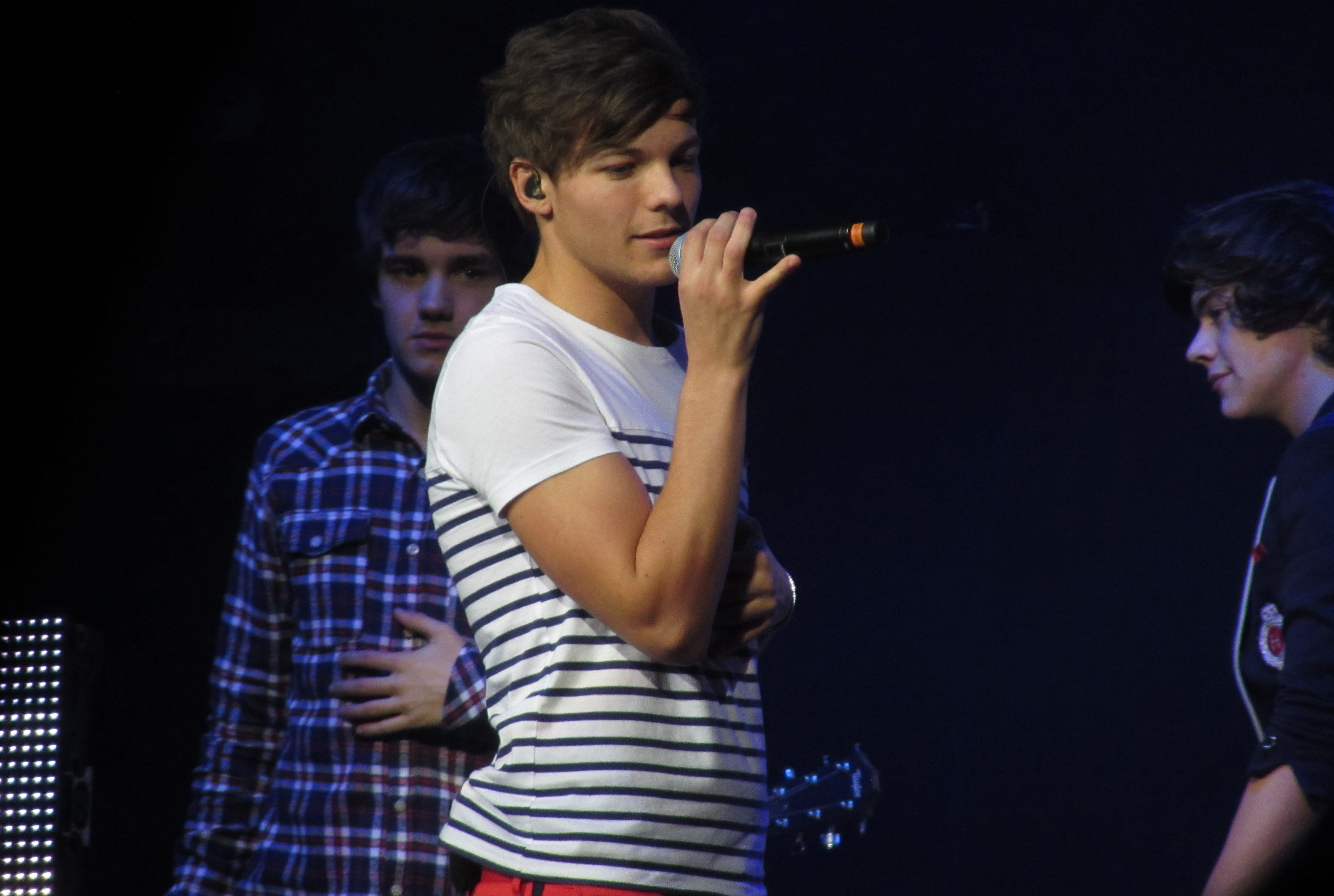
Louis in concerto a Glasgow nel 2011

Arrivò fino ai bootcamp della categoria "ragazzi" dove però non ha superato il provino, e sotto suggerimento di Nicole Scherzinger, giudice ospite, è stato unito in un gruppo vocale insieme a Niall Horan, Zayn Malik, Liam Payne e Harry Styles. Si sono poi classificati terzi nella categoria "gruppi", sotto il nome di One Direction, grazie alla guida del loro mentore Simon Cowell. Subito dopo hanno avuto una rapida popolarità nel Regno Unito.
Poco dopo la finale di X Factor è stato confermato che la band ha firmato un contratto musicale, dal valore di 2 milioni di sterline, con la casa discografica Syco.

### One Direction
I primi due album, Up All Night e Take Me Home, rilasciati rispettivamente nel 2011 e 2012, hanno ottenuto numerosi record, superati i grafici dei più importanti mercati e hanno generato singoli di successo, tra cui What Makes You Beautiful  e Live While We're Young.
Spesso descritta come una British invasion negli Stati Uniti, il gruppo ha venduto 35 milioni di dischi in tutto il mondo. Per i loro successi hanno ottenuto sette BRIT Awards, sette American Music Award e tre MTV Video Music Awards. Alla fine del luglio 2012 la band ha guadagnato oltre i 50 milioni di dollari. Nel 2012 vengono proclamati "Top New Artist" da Billboard. Insieme alla band è apparso nel 2012 in due episodi della serie televisiva iCarly.

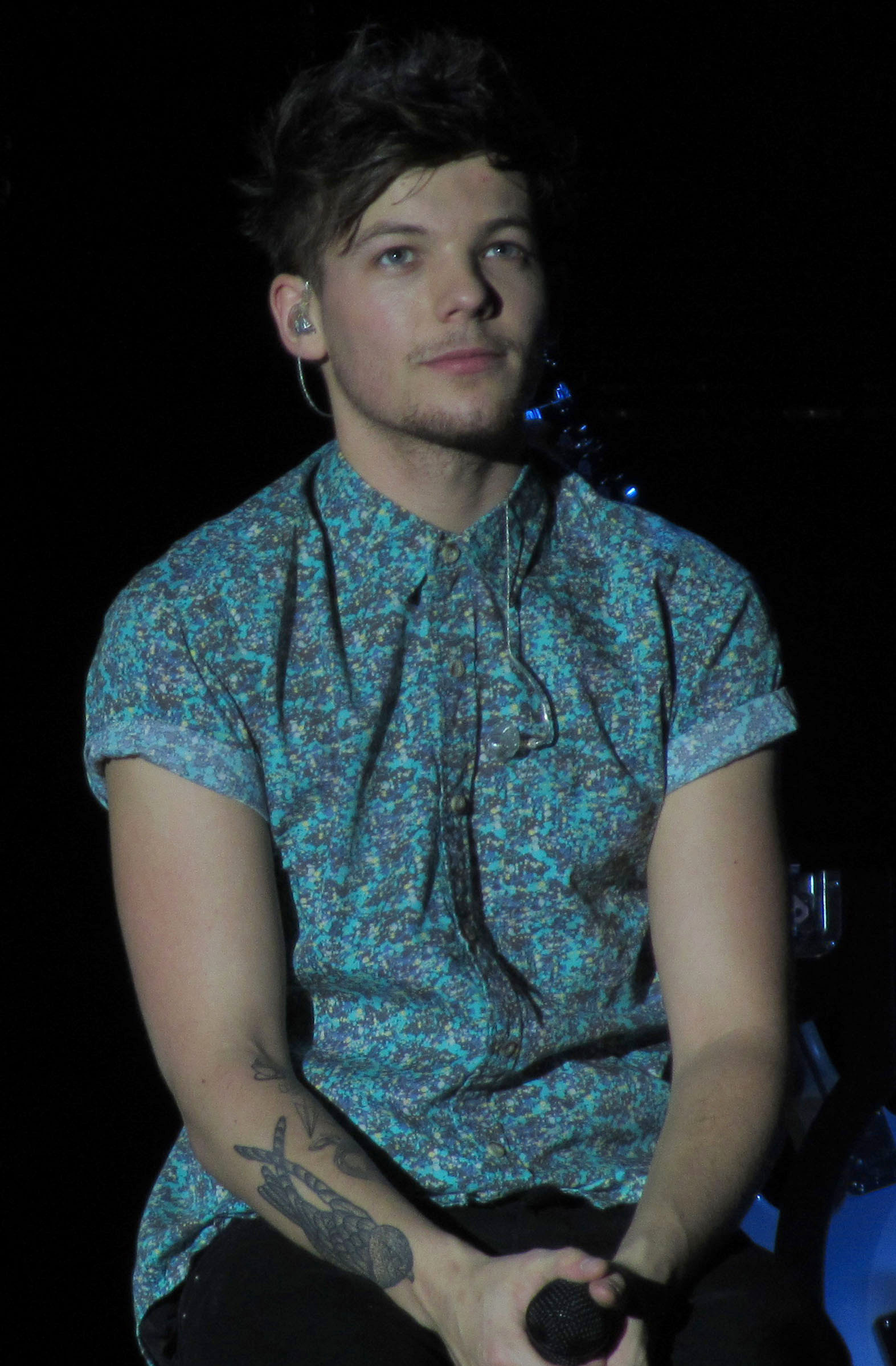
Louis durante un concerto nel 2013

Il musicista cita Robbie Williams come la sua più grande influenza musicale.

### Pausa dalla band, carriera solista e televisiva
Nel 2013, Tomlinson ha firmato un contratto da calciatore per il Doncaster Rovers F.C. della Football League Championship su base non contrattuale.
È apparso a The X Factor 2015, come giudice ospite insieme a Simon Cowell, dove ha dichiarato la disponibilità ad essere giudice permanente durante la pausa degli One Direction.
Nel 2015 ha fondato l'etichetta discografica indipendente Triple Strings Ltd, sussidiaria della Syco.
Il periodo di pausa della band inizia il 13 dicembre 2015 per effettuare progetti solisti agli attuali cantanti. Durante la pausa Louis e Steve Aoki hanno pubblicato il loro singolo Just Hold On il 10 dicembre 2016. Il brano è stato presentato alla finale di X Factor 2016, dove Louis ha dedicato la canzone alla madre, scomparsa pochi giorni prima. Nel luglio 2017 Tomlinson ha pubblicato il suo secondo singolo Back to You, in collaborazione con Bebe Rexha. Successivamente viene confermato che il cantante ha firmato un contratto con la Epic Records.
il 12 novembre 2017 vince il premio Best UK & Ireland Act agli MTV Europe Music Awards.
Nel 2017 pubblica i singoli da solista Just like You e Miss You.
Il 17 luglio 2018 viene annunciata la partecipazione di Louis nel ruolo di giudice nella quindicesima edizione di The X Factor UK. Gli viene affidata la categoria Boys ed il 2 dicembre 2018 il suo concorrente, Dalton Harris, si aggiudica la vittoria, facendo di Louis il primo ex concorrente del programma a vincere come giudice.
Il 7 marzo 2019 viene pubblicato il nuovo singolo intitolato Two Of Us, che anticipa il suo primo album da solista; il brano parla del rapporto con la madre, scomparsa due anni prima.
Il 31 gennaio 2020 è stato pubblicato il suo primo album intitolato Walls; in nemmeno ventiquattro ore dall’uscita, Walls raggiungerà il primo posto nella classifica mondiale in 47 paesi.
L'11 luglio 2020 annuncia con un tweet, l'uscita "amichevole" dall'etichetta discografica Syco segnando così la fine della collaborazione decennale.
Il 31 agosto 2022 il cantante annuncia l'uscita del suo secondo album in studio, Faith in the Future, prevista per l'11 novembre dello stesso anno. Il 1º settembre viene rilasciato il primo singolo estratto da esso, Bigger Than Me, seguito dagli altri due singoli Out Of My System e Silver Tongues. L'album debutta al primo posto della Official Charts nel Regno Unito, diventando il primo dell'artista a raggiungere tale risultato.

### Calcio
Appassionato di calcio, Tomlinson ha accettato di giocare per beneficenza al Keepmoat Stadium nella sua città natale. In quell'occasione gli fu offerto un affare dalla squadra dei Doncaster Rovers per unirsi al club in termini non contrattuali dopo averli impressionati nella partita. L'accordo fu negoziato affinché Louis fosse un giocatore di riserva, per via dei suoi impegni musicali con gli One Direction. È stato il numero 28 per la stagione 2013-14. 
Louis ha fatto il suo debutto per la squadra di riserva del Doncaster contro la squadra di riserva dello Scunthorpe Utd il 18 settembre. L'8 settembre ha giocato per il Celtic in un'altra partita di beneficenza per Stilijan Petrov. Durante la partita subì un infortunio a causa dell'attaccante dell'Aston Villa Agbonlahor e venne sostituito subito.
Il suo ritorno è avvenuto il 26 febbraio 2014, dopo che un giocatore della squadra dovette essere sostituito col Rotherham Utd, in una partita di beneficenza per lo Hospice Children's Bluebell Wood. Tomlinson ha successivamente partecipato alla Charity Football Challenge di Niall Horan, compagno di band, il 26 maggio 2014 allo stadio King Power.

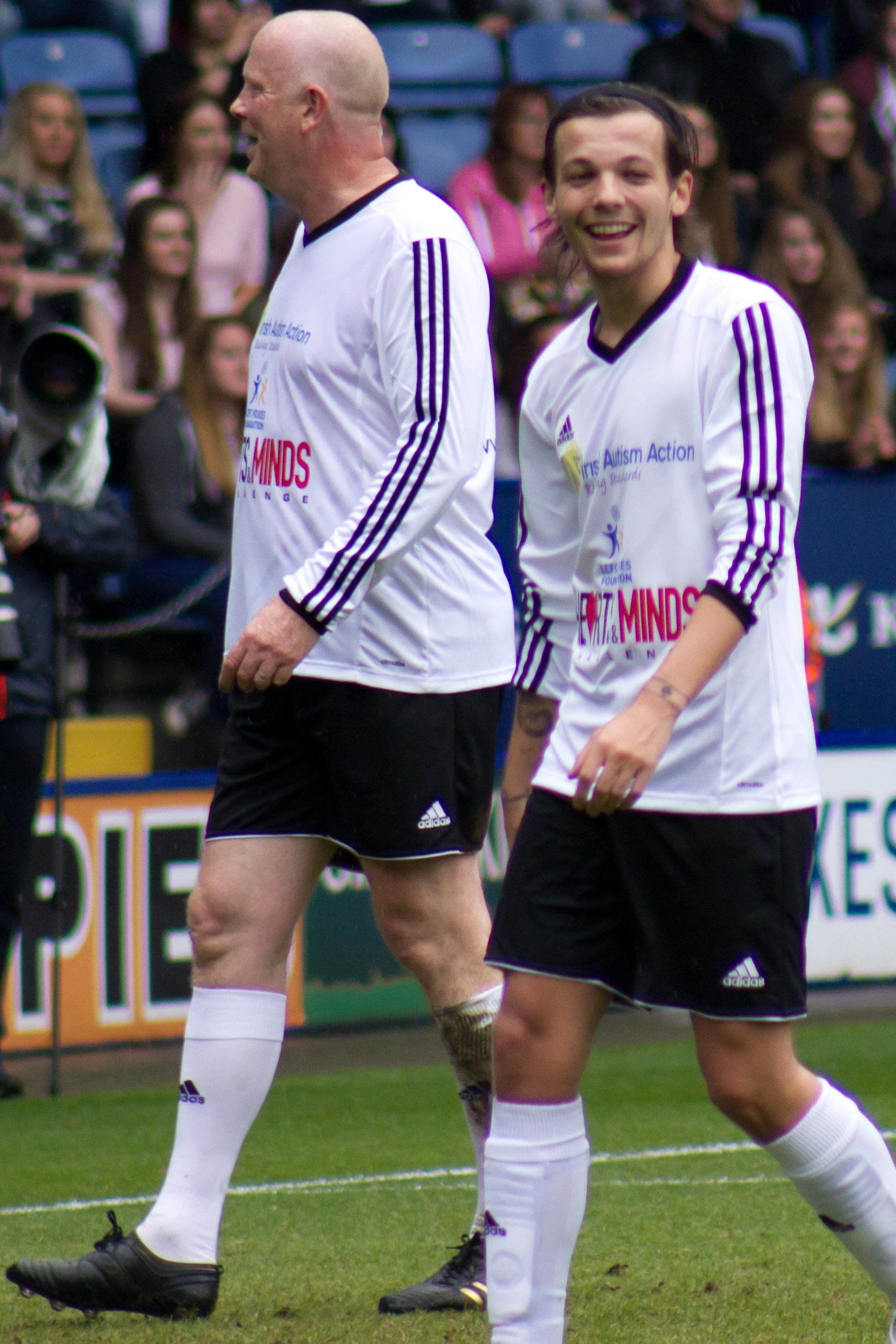
Tomlinson con Mark Wright al Niall Horan Charity Football Challenge nel 2014

Il musicista è tornato a Celtic Park il 7 settembre 2014 per partecipare al MAESTRIO Charity Match, dopo essere stato reclutato per giocare a Allen Stars di Rio Ferdinand contro i Maestros di Paul McStay. Circa 25.000 persone hanno assistito alla partita e i guadagni sono andati a diverse organizzazioni benefiche come l'UNICEF.

## Filantropia
Louis Tomlinson stesso è stato anche coinvolto in iniziative di beneficenza al di fuori della band One Direction. Lui, insieme a Liam Payne, fece beneficenza in onore di Believe in Magic, un'organizzazione che sostiene i bambini che sono malati terminali. I due hanno ottenuto una offerta di 10.000 sterline per far dipingere il volto di Liam. Louis ha donato personalmente 2 milioni di sterline, mentre insieme a Payne hanno donato oltre 5 milioni di sterline.
Il cantante è stato coinvolto in lavori di beneficenza per diversi anni. Si è rivolto anche ai social media insieme ad alcuni membri della sua famiglia per l'organizzazione benefica Niamh's Next Step. Questo ha portato all'organizzazione le donazioni di diverse centinaia di seguaci sui loro account Twitter e ha richiamato più consapevolezza alla causa. Durante la pausa dalla band dichiara di voler aumentare il suo lavoro di beneficenza con il suo tempo libero, affermando: Avere la mia età ed essere in grado di avere una posizione in cui posso aiutare la gente e dare opportunità ad altre persone è la cosa più emozionante per me.
Nell'aprile del 2016 ha annunciato di essere entrato a far parte del gruppo Soccer Aid, per bambini dell'UNICEF. Ha giocato per la squadra inglese al fianco di Robbie Williams, Olly Murs, Paddy McGuinness, Jack Whitehall, Marvin Humes, John Bishop e Niall Horan.

## Vita privata
Il 21 gennaio 2016 ha avuto un figlio dalla stilista statunitense Briana Jungwirth, con la quale aveva avuto una breve relazione.
Il 7 dicembre 2016, la madre di Louis è deceduta all'età di 43 anni, dopo aver combattuto contro la leucemia per otto mesi.
Il 13 marzo 2019 la sorella Félicité è deceduta all'età di 18 anni per un arresto cardiaco causato da una overdose. Di conseguenza, il cantante cancellò la sua apparizione al Comic Relief del 15 marzo successivo.

## Filmografia

### Cinema
- One Direction: This Is Us - film concerto documentario, regia di Morgan Spurlock (2013) - se stesso
- Where We Are - Il film concerto, regia di Paul Dugdale (2014) - se stesso
- All of Those Voices - film documentario, regia di Charlie Lightening (2023) - se stesso

### Televisione
- If I Had You - Film TV, cameo (2006)
- ICarly - Serie TV, se stesso (2012)
- I Griffin - Serie TV, voce (2016)
- The X Factor (Regno Unito) - Talent Show, giudice (2018)

## Discografia

### Da solista

#### Album in studio
- 2020 – Walls
- 2022 – Faith in the Future

#### Album dal vivo
- 2024 – Live

#### Singoli
- 2016 – Just Hold On (con Steve Aoki)
- 2017 – Back to You (feat. Bebe Rexha)
- 2017 – Just like You
- 2017 – Miss You
- 2019 – Two of Us
- 2019 – Kill My Mind
- 2019 – We Made It
- 2019 – Don't Let It Break Your Heart
- 2020 – Walls
- 2022 – Bigger Than Me
- 2022 – Out Of My System
- 2022 – Silver Tongues

### Con gli One Direction
- 2011 – Up All Night
- 2012 – Take Me Home
- 2013 – Midnight Memories
- 2014 – Four
- 2015 – Made in the A.M.

## Riconoscimenti
- Billboard Music Awards
  - 2019 - Candidatura come Top Social Artist[58]
- CelebMix Awards
  - 2018 - La più grande ispirazione
- BreakTudo Awards
  - 2017 - New Artist International
  - 2019 - Candidatura come International Fandom
- IARA Awards
  - 2018 - Candidatura come Miglior artista maschile
- iHeartRadio Music Awards
  - 2018 - Miglior esordio solista[59][60]
- MTV Europe Music Awards
  - 2017 - Best UK & Ireland Act[61]
- National Television Awards
  - 2019 -  Candidatura come Giudice TV
- Radio Disney Music Awards
  - 2017 - Candidatura come migliore collaborazione
- Teen Choice Awards
  - 2017 - Miglior collaborazione per Just Hold On con Steve Aoki[62]
  - 2017 - Candidatura come miglior canzone dance/elettronica per Just Hold On con Steve Aoki
  - 2017 - Candidatura come "uomo più sexy"
  - 2018 - Miglior artista maschile[63]
  - 2019 - Miglior brano artista maschile per Two of Us[64]
- United By Pop Awards
  - 2018 - Personalità della musica pop dell'anno
  - 2018 - Instagram Selfie of the Year
  - 2018 - Album più atteso per il 2019